# Polylepis tarapacana
Polylepis tarapacana är en rosväxtart som beskrevs av Rodolfo Amando Philippi. Polylepis tarapacana ingår i släktet Polylepis och familjen rosväxter. Inga underarter finns listade i Catalogue of Life.

## Bildgalleri

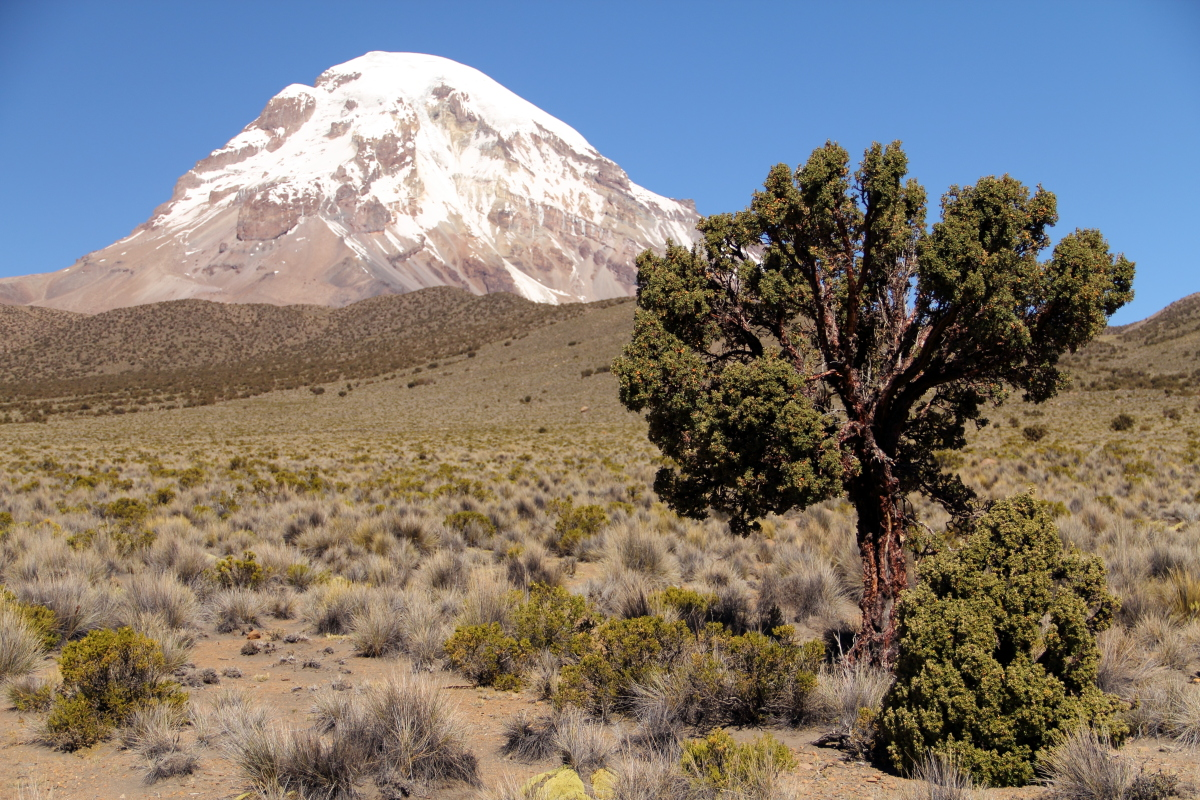
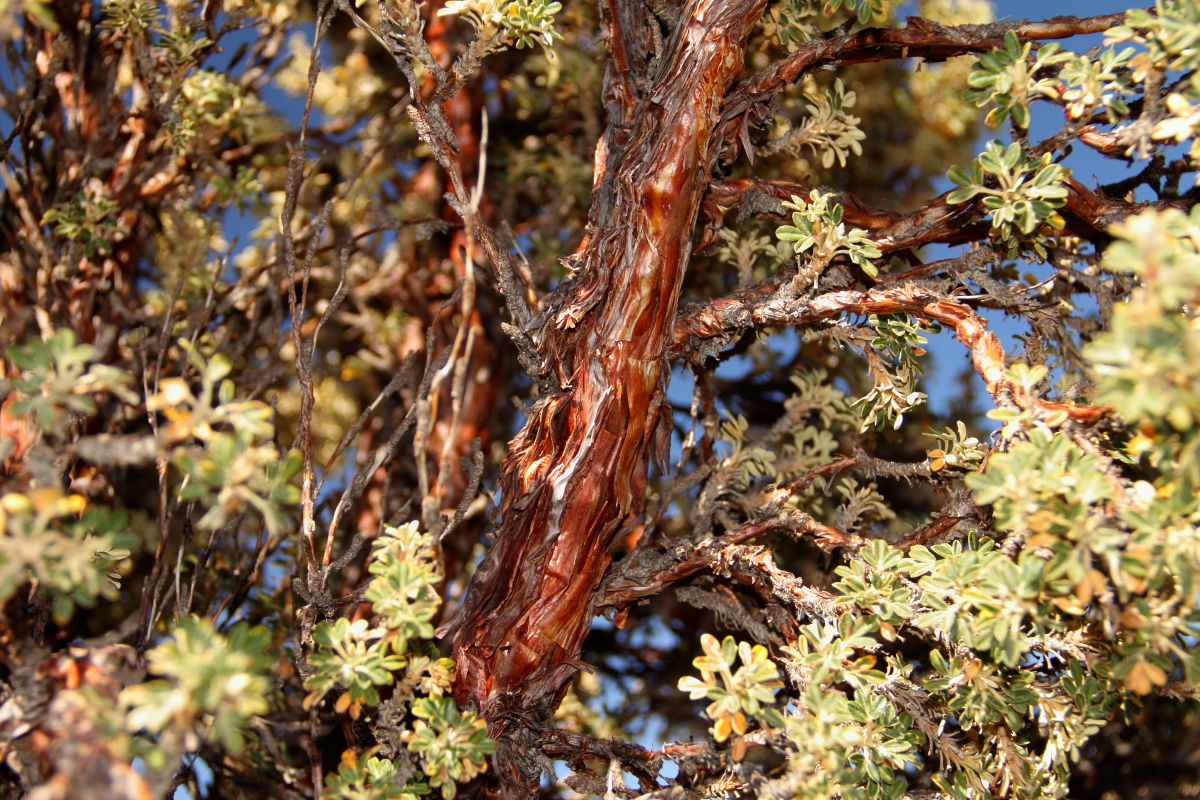
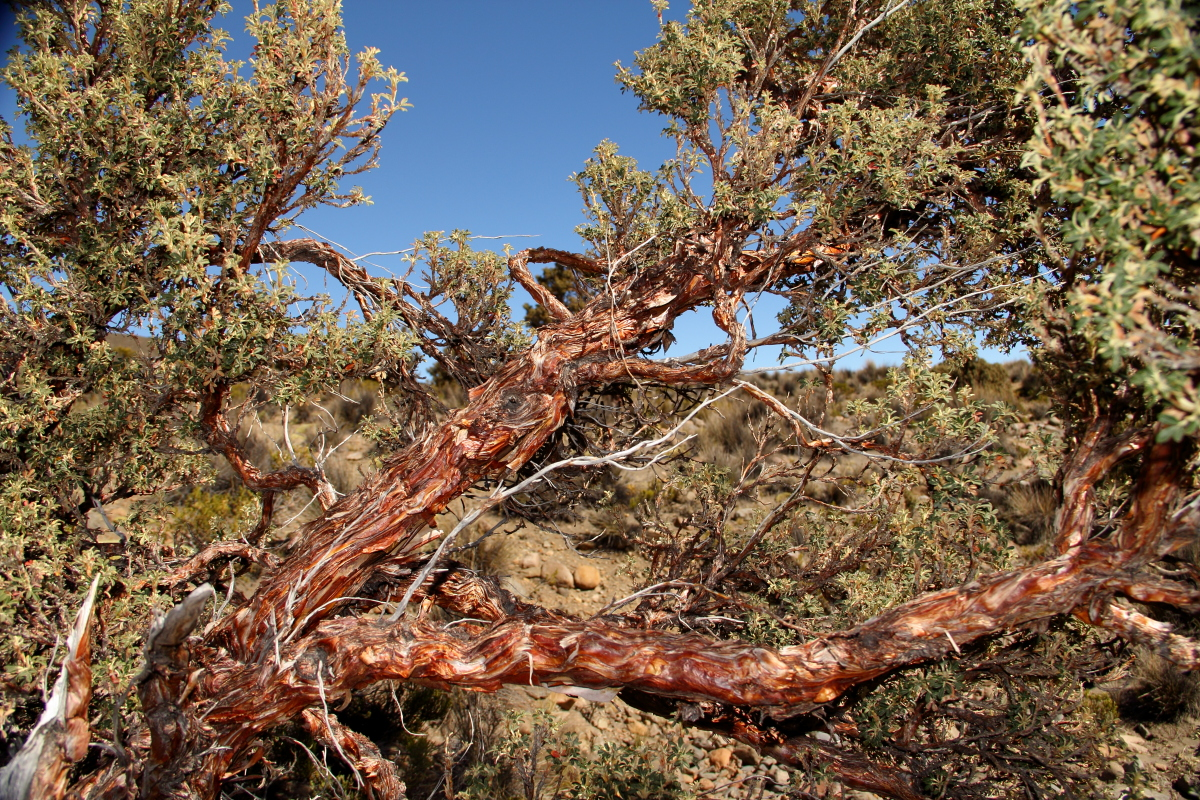
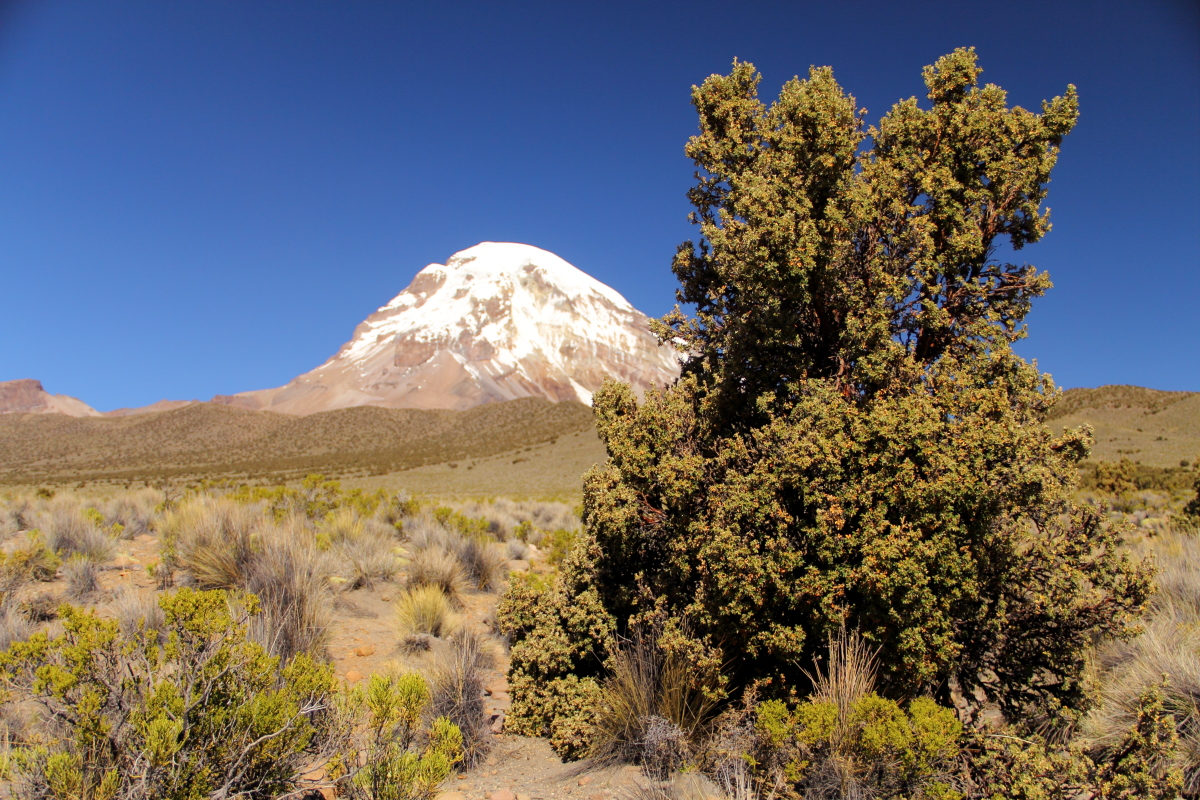